# レミントンMSR
レミントンMSR（Modular Sniper Rifle）は、レミントン・アームズ社製のボルトアクション方式狙撃銃である。

## 概要
アメリカ軍からの要請でレミントン・アームズ社が開発したボルトアクション方式狙撃銃で、2009年に発表となった。「MSR」は"Modular Sniper Rifle"の略称で、モジュラーの名のとおり簡単な作業でレシーバーの部品及び銃身と口径の交換が可能になっている。
アメリカ陸軍及びアメリカ特殊作戦軍にて、2013年3月に「Mk 21 PSR（Precision Sniper Rifle）」の名称で7億9,700万USドルの契約金のもと採用となった。
しかしながらその後、2018年にMk 21は当時のアメリカ特殊作戦軍の要件に準拠していないと判断され、Advanced Sniper Rifleプログラム の下で再入札が行われた。バレット MRADと再度競合の結果、2019年にバレット MRADが「Mk 22 ASR（Advanced Sniper Rifle）」として選択された。2021年予算においてアメリカ陸軍およびアメリカ海兵隊は、Mk 22 ASR (バレット MRAD)を今後の正式なボルトアクション方式狙撃銃として予算申請している。

## 仕様
弾薬は.338ラプア・マグナム弾、.338ノルマ・マグナム弾、.300ウィンチェスター・マグナム弾、7.62x51mm NATO弾をクラス1メンテナンス（射手一人で可能な簡易的なメンテナンスである）で使い分けが出来、銃床は右に折り畳みが出来るサイドスイング式、チークピースとバットプレートは射手に合わせて調節可能。
口径の変更を容易にするために、ボルトには取り外し可能なボルトヘッドが装備されており、その交換で適切な口径に変更される。ボルトヘッドの3本のラグ（突起）で薬室をロックする。銃身はハンドガードに接しないフリーフローティング構造を採用、MK21 PSR仕様ではハンドガードを外さなくてもバレルナットにアクセス可能であり銃身の交換を簡便にしている。レシーバーは同社のM24を基にしているが、高威力の弾薬を使用できるように構造が強化されている。ピカティニーレールは、レシーバー上部及び軽量化と放熱のための肉抜き穴が多数あるハンドガードの上下左右に装備出来る。また、スコープ等を装着しても7.7kg程しかならず、狙撃銃としては軽量である。
命中精度に関しては、Barnes社製、もしくはATK社製の弾頭重量300grのマッチグレード弾薬である.338ラプア・マグナム弾を使用した場合、（スペック上）は1,000mで0.7MOAという驚異的な数値を叩き出している。

## 使用国
- アメリカ合衆国: アメリカ陸軍、アメリカ特殊作戦軍
- アルジェリア: アルジェリア特殊部隊
- コロンビア: コロンビア陸軍都市テロ対策特殊部隊[1]
- ブラジル: ブラジル陸軍特殊戦司令部[2]
- フランス: フランス陸軍
- イスラエル:イスラエル刑務官隊特殊部隊『マサダ』
- イタリア: イタリア陸軍
- メキシコ: 麻薬対策特殊部隊
- トルコ: トルコ陸軍、特殊部隊